# Тимошенко Степан Прокопович
 Степа́н Проко́пович Тимоше́нко (10 (22) грудня 1878 , Шпотівка, Конотопський повіт, Чернігівська губернія, Російська імперія  — 29 травня 1972 , Вупперталь, Північний Рейн-Вестфалія, ФРН ) — американський та український вчений у галузі механіки. Батько теоретичної механіки. Основоположник теорії міцності матеріалів, теорії пружності та коливань. Один з організаторів і перших академіків Української академії наук (УАН). Автор відомої теорії балок. Вніс значний внесок у розвиток теорії пружності. Іноземний член АН СРСР.  Професор Мічігаського і Стенфордського університетів. На честь нього названо медаль Тимошенка - за видатні досягнення у галузі прикладної механіки.

## Життєпис
Народився 10 (22) грудня 1878 року в селі Шпотівка Конотопського повіту Чернігівської губернії (нині Конотопський район Сумської області) у родині землеміра-таксатора особистого почесного громадянина Прокопа Тимофійовича Тимошенка (1847–1932) та його дружини Юзефіни Яківни Сарнавської (1854–1922) — доньки відставного військового. Охрещений 11 лютого (ст. ст.) 1879 року в Різдво-Богородицькій церкві села Курилівка Конотопського повіту Чернігівської губернії. Прокіп Тимошенко походив з кріпацької родини, проте за щасливим збігом обставин отримав початкову освіту у поміщицькому домі, пізніше закінчив у Харкові дворічну школу землемірів. У 1876 році одружився з Юзефіною Сарнавською, випускницею Фундуклеївської жіночої гімназії в Києві. Степан був старшим сином у цій родині. У 1881 році народився його брат Сергій, а у 1885 році  — Володимир.

### Освіта
Першими вчителями Степана була мама, пізніше вчителька з Києва, яку через рік у 1887 році замінив досвідчений педагог Михайло Коваленко. Набуті знання дозволили йому наприкінці травня 1889 року успішно скласти конкурсні іспити та бути зарахованим на навчання до реального училища повітового міста Полтавської губернії Ромни. Попервах Степан мав певні проблеми у навчанні, оскільки навчали в училищі російською мовою, а в його родині спілкувалися сумішшю російської та української мов (за спогадами Степана, його батькові, Прокопу, частина слів українською у віршах Тараса Шевченка, була незрозумілою). Проте це не завадило Степанові стати першим учнем у класі. Одним з його найкращих шкільних приятелів став Абрам Йоффе, з яким Степан підтримував дружні стосунки й у зрілому віці.
Після завершення навчання в училищі у 1896 році Степан Тимошенко поїхав на навчання в Петербург, де одночасно успішно склав вступні іспити до Інституту цивільних інженерів та Інституту інженерів шляхів сполучення імператора Олександара І. Перевагу віддав Інститутові інженерів шляхів сполучення — одному з найкращих навчальних закладів Російської імперії, де на той час працювали видатні математики й механіки Михайло Остроградський, Віктор Буняковський, Бенуа Поль Еміль Клапейрон, Габрієль Ламе, Дмитро Журавський, Фелікс Ясинський та ін.
Після успішного завершення у липні 1901 року навчання в інституті з правом на отримання чину колезького секретаря при вступі на державну службу, Степан Тимошенко наприкінці вересня того ж року вступає однорічником рядовим на військову службу в саперний батальйон 1-ї Саперної бригади Лейб-гвардії, дислокованому в Петербурзі. У грудні 1901 року підвищений у званні до єфрейтора, у квітні 1902 року закінчив курс батальйонної школи та у травні того ж року отримав звання молодшого унтер-офіцера. У серпні 1902 року витримав екзамен на звання прапорщика запасу інженерних польових військ, та звільнений в запас армії, у жовтні того ж року отримав звання прапорщика запасу інженерних польових військ.
У 1902 році одружується з Олександрою Архангельською, студенткою медичної школи, яку знав зі студентських років.
З березня 1903 року працює старшим лаборантом кафедри прикладної механіки Санкт-Петербурзького політехнічного інституту. У вересні 1903 року був затверджений штатним викладачем інстутуту. За час практичної роботи в лабораторіях вивчив методи механічних досліджень, проводив практичні заняття з опору матеріалів та теоретичної механіки, зацікавився науковими дослідженнями в галузі механіки матеріалів. Для розширення знань з опору матеріалів Степан Тимошенко, який добре знав французьку та німецьку мови, додатково вивчив англійську і переклав з англійської «Курс з математичної теорії пружності» О. Лява, з німецької «Опір матеріалів» А. Феппля, самостійно поглиблював свої знання з математики. На час літньої відпустки 1904 року Степан Тимошенко поїхав до Німеччини для ознайомлення з досягненнями передових технічних шкіл. Особливе значення для нього мали лекції та лабораторні заняття з механіки та опору матеріалів професора А. Феппля в Мюнхенському політехнікумі.
Під час революційних подій 1905 року заняття в Політехнічному інституті були скасовані й Степан Тимошенко виїхав до Німеччини, щоб у Ґеттінґенському університеті під керівництвом директора інституту прикладної механіки професора Людвіґа Прандтля поповнити свою технічну освіту. Досліджуючи бокову стійкість двотаврової балки в умовах кручення, він вивів рівняння кручення і сформулював умови стійкості балки. Ці дослідження були використані у його дисертаційній роботі.

### Викладацька та наукова діяльність
Восени 1906 році виграв конкурс на заміщення посади екстраординарного професора кафедри опору матеріалів Київського політехнічного інституту. Влітку того ж року в Ґеттінґенському університеті він досліджував важливу для будівництва проблему стійкості стиснутих пластин. Йому вдалося вивести трансцендентне рівняння, за яким можна було обчислювати критичне значення сил стискання пластин без їх деформування. У травні 1907 року Степан Тимошенко захистив у Київському політехнічному інституті дисертацію «Про стійкість плоскої форми вигину двотаврової балки» на ступінь ад'юнкта прикладної механіки. Його діяльність як професора Київського політехнічного інституту була надзвичайно плідною й багатогранною. Він розширив і устаткував новими дослідними машинами лабораторію механічних випробувань, започаткував викладання курсу теорії пружності, оновив курс опору матеріалів та методику його викладання, написав для нього підручник, який спочатку був виданий у літографованому вигляді в 1908 році, а надрукований пізніше в 1911 році. Цей унікальний підручник з опору матеріалів пізніше був перекладений багатьма мовами та неодноразово перевидавався протягом півстоліття.
1909 року Тимошенка обрали деканом інженерного відділення. Попри завантаженість адміністративною та викладацькою роботою він продовжує інтенсивну наукову роботу, завершує монографію «Про стійкість пружних систем» (1910), у якій розглядає енергетичний підхід до проблем стійкості. Ця робота була відзначена премією видатного механіка Дмитра Журавського, встановленою Петербурзьким інститутом інженерів шляхів сполучення. 1910 року затверджений в чині статського радника
У січні 1911 року разом з групою викладачів (з-поміж них і Євген Патон) виступив за рівноправність євреїв при прийомі до вищих навчальних закладів. Його тут же звільняють з роботи, позбавивши засобів до існування. Він змушений повернутися до Петербурга, де, щоб мати змогу утримувати сім'ю, погоджується на погодинне читання лекцій у різних закладах. З січня 1913 він стає професором Інституту інженерів шляхів сполучення, невдовзі — професором Політехнічного та Електротехнічного інститутів. У Петербурзі він написав і видав дві частини курсу теорії пружності, які стануть основою майбутніх англомовних монографій з теорії пружності, проблем стійкості деформівних систем.
Наприкінці 1917 року повертається до Києва на посаду професора Київського політехнічного інституту на запрошення ради професорів інституту. На початку 1918 року у складі комісії, яку очолював академік В. І. Вернадський, Тимошенко активно працює над організацією Української Академії наук. За його пропозицією академія мала сприяти поглибленню взаємодії академічної науки та техніки. Подальша діяльність Української Академії наук, у якій вперше у світовій практиці в число академічних наук були введені технічні науки, підтвердила ефективність нових форм взаємодії вчених, конструкторів, інженерів, запропонованих Тимошенком. Восени 1918 року він був призначений одним з 12 академіків Української Академії наук та очолив організований ним Інститут технічної механіки (тепер Інститут механіки імені С. П. Тимошенка НАН України). Проте, в умовах бурхливих подій в Україні, коли змінювалися уряди й режими, а в Києві велися військові дії, його діяльність на посадах професора політехнічного інституту, академіка і директора Інституту механіки не могла тривати довго. У вересні 1919 року Київ був захоплений денікінцями, а в грудні — більшовиками. Практично припинилися заняття в Політехнічному інституті, була паралізована діяльність Української Академії наук, академік В. Вернадський подався у відставку.
Позбавлений роботи та засобів до життя, розуміючи загрозу більшовицької окупації, Тимошенко у 1920 році приймає пропозицію очолити кафедру опору матеріалів у Загребському політехнічному інституті (Югославія).
Навесні 1922 року отримує запрошення на роботу від однієї з американських фірм у місті Філадельфія, яка займається усуненням вібрацій і зрівноважуванням машин. Після довгих роздумів приймає пропозицію і виїжджає до США разом з дружиною і молодшою донькою Мариною. Старші діти Анна і Григорій залишаються в Берліні, щоб за порадою батька отримати ґрунтовну освіту у Берлінському політехнічному інституті. Невдовзі переходить на роботу наукового консультанта відомої фірми «Вестінґгауз»(Westinghouse Electric Corporation, East Pittsburg). У цей період публікує дві монографії: «Прикладна теорія пружності», «Проблеми вібрації в інженерній науці».

Тимошенко (сидить другий справа) серед студентів та викладачів Мічиганського університету, 1936

У 1927 році повертається до викладацької роботи на посаді завідувача кафедри з дослідницької роботи Мічиганського університету. Читає лекції та працює з докторантами. При цьому він не полишає контактів з компанією «Вестінгауз». Щоліта відвідує Європу, де зустрічається зі своїми колегами з інших університетів. Під час роботи в Мічиганському університеті С.Тимошенко організував Відділ прикладної механіки при Американському товаристві інженерів-механіків (ASME), започаткував видання журналу «Прикладна механіка», заснував щонедільний семінар з теоретичної та прикладної механіки, видав фундаментальні праці «Опір матеріалів» (два томи, 1930), «Теорія пружності» (1933), «Теорія стійкості» (1936). Надзвичайно популярною стала заснована ним при університеті у 1929 році літня школа прикладної механіки для інженерів, викладачів університетів і технічних шкіл США.
У 1936 році переїжджає до Пало Альто (Palo Alto), де на запрошення адміністрації Стенфордського університету (Каліфорнія) очолює кафедру механіки. Там він продовжує заняття з докторантами, читає лекції з механіки та статики споруд, тонких пластин та оболонок, історії опору матеріалів. У 1940 році його обирають дійсним членом Національної академії наук США.
З 1943 до 1960 року він працює на посаді професора кафедри механіки Стенфордського університету. За період роботи в Стенфордському університеті публікує ґрунтовні монографії: «Теорія пластинок і оболонок» (1940), «Статика споруд» (1945), «Вища динаміка» (1948), «Історія опору матеріалів» (1953).

## Останні роки життя
1944 року Степан Тимошенко вийшов на пенсію, проте продовжував викладати в Стенфордському університеті, мешкаючи у Пало Альто в Каліфорнії. 1946 року відійшла з життя його дружина.
1958 року Тимошенко приїхав у СРСР, де відвідав Львів (Інститут машинознавства та автоматики), Харків (Технологічний інститут), Київ (Інститут механіки), Москву (Інститут механіки та ін.), Ленінград (Інститут інженерів транспорту, Політехнічний інститут). Після цієї подорожі він написав книгу споминів «Як я пам'ятаю». Ще одну подорож в СРСР Степан Тимошенко здійснив у 1967 році. Відвідав рідні йому з дитинства Ромни, Київ, побував у Москві та Ленінграді.
З 1960 року Тимошенко замешкав у Вуперталі (ФРН) у своєї доньки Ганни Степанівни Гельцельт-Тимошенко. Там і помер 29 травня 1972 року на 94-му році життя. Похований біля дружини на кладовищі Альта-Меса в Пало Альто в Каліфорнії (США).

## Науковий доробок
Степан Тимошенко відомий в інженерній справі за своїми фундаментальними працями з опору матеріалів, теорій пружності та коливань. Основоположник школи прикладної механіки в США.
Основні напрями наукової роботи — фундаментальні розробки та подальший розвиток актуальних проблем механіки твердого тіла: міцності, стійкості й коливання механічних систем, будівельної механіки та теорії споруд. Його наукові праці стали основою розвитку багатьох напрямів механіки. Особливо великий внесок ним зроблений у розвиток прикладної теорії пружності, теорії стійкості пружних, оболонкових і пластинчатих систем, у тому числі підкріплених ребрами жорсткості. Важливими є дослідження щодо згинання, кручення, коливання та удару сучасних інженерних конструкцій. Він розв'язав задачу щодо концентрації напружень поблизу отворів, міцності залізних рейок. З урахуванням новітніх досягнень науки та техніки виконав фундаментальні розробки з опору матеріалів, прикладної теорії пружності й теорії коливань, які випереджали свій час і знайшли повне практичне використання у створенні сучасної авіаційно-космічної техніки, інженерних споруд та кораблебудуванні. Поряд з точним розв'язанням актуальних задач з теорії стійкості тонкостінних пружних систем використовував розроблений ним загальний метод, широко відомий як енергетичний, або як метод Тимошенка.

### Вибрані публікації
Автор понад 150 наукових праць. Зокрема:
- Стабильность плит при сжатии. — Киев: Тип. Кульженко, 1908. — 60 с.
- Курс сопротивления материалов. — Киев: Киевский политехнический институт, 1911. — 517 с.
- Applied Elasticity, with J. M. Lessells, D. Van Nostrand Company, 1925.
- Vibration Problems in Engineering, D. Van Nostrand Company, 1st Ed. 1928, 2nd Ed. 1937, 3rd Ed. 1955 (with D. H. Young).
- Festigkeitprobleme in Maschinenbau, 1928.
- Stabilitätsprobleme der Elastizität, 1928.
- Прикладная теория упругости, 1931.
- Расчет упругих арок, 1933.
- Strength of Materials, Part I, Elementary Theory and Problems, D. Van Nostrand Company, 1st Ed. 1930, 2nd Ed. 1940, 3rd Ed. 1955.
- Strength of Materials, Part II, Advanced Theory and Problems, D. Van Nostrand Company, 1st Ed. 1930, 2nd Ed. 1941, 3rd Ed. 1956.
- Theory of Elasticity , McGraw-Hill Book Company, 1st Ed. 1934, 2nd Ed. 1951 (with J. N. Goodier).
- Elements of Strength of Materials, D. Van Nostrand Co., 1st Ed. 1935, 2nd Ed. 1940, 3rd Ed. 1949 (with G.H. MacCullough), 4th Ed. 1962 (with D.H. Young).
- Theory of Elastic Stability, McGraw-Hill Book Company, 1st Ed. 1936, 2nd Ed. 1961 (with J. M. Gere).
- Engineering Mechanics, with D.H. Young, McGraw-Hill Book Company, 1st Ed. 1937, 2nd Ed. 1940, 3rd. Ed. 1951, 4th Ed. 1956.
- Theory of Plates and Shells , McGraw-Hill Book Company, 1st Ed. 1940, 2nd Ed. 1959 (with S. Woinowsky-Krieger).
- Theory of Structures, with D. H. Young, McGraw-Hill Book Company, 1st Ed. 1945, 2nd Ed. 1965.
- Advanced Dynamics, with D. H. Young, McGraw-Hill Book Company, 1948.
- History of The Strength of Materials, McGraw-Hill Book Company, 1953.
- Engineering Education in Russia, McGraw-Hill Book Company, 1959.
- As I Remember, D. Van Nostrand, 1968, ASIN: B000JOIJ7I.
- Устойчивость стержней, пластин и оболочек. — Москва: Наука, 1971.
- Mechanics of Materials , with J. M. Gere, 1st edition, D. Van Nostrand Company, 1972.
- Статические и динамические проблемы теории упругости. — Киев: Наукова думка, 1975.

## Міжнародне визнання та вшанування пам'яті
Наукові досягнення Тимошенка було визнано у всьому світі. Його обрано членом академій наук і наукових товариств багатьох країн: Української (1918), СРСР (1928), Польської (1935), Французької (1939), Американської (1940), Італійської (1948) академій наук; почесним членом Лондонського королівського товариства (1944), Товариства українських інженерів Америки (1953); членом Наукового товариства ім. Шевченка (1923), Української вільної академії наук (1947), Спілки швейцарських інженерів. Почесні звання доктора honoris causa йому присвоїли Лехайський університет (США, 1938), Мічиганський університет (1938), Цюрихський вищий технічний університет (1947), Болонський університет (1954), Загребська політехніка (1956), Туринська політехніка (1960).
Заслуги С. Тимошенка були відзначені різноманітними преміями та нагородами: премією імені Д. І. Журавського (1911), премією імені Салова від Міністерства шляхів сполучення Росії (1915), медаллю імені Ворчестера Ріда Вагнера (1935) та медаллю імені С. Тимошенка (1957) від Американського товариства інженерів-механіків (ASME), медаллю імені Ламме (1939) від Американського товариства інженерної освіти (ASEE), медалями імені Леві (1944) та імені Крессона (1958) від Інституту імені Франкліна, Міжнародною золотою медаллю Дж. Ватта (1948) від Інституту інженерів-механіків (Велика Британія), Великою медаллю (1948) від спілки інженерів-докторів Франції, медаллю імені Трасентера від спілки інженерів Льєзького політехнікума, медаллю імені Дж. Евінга від Товариства англійських цивільних інженерів (1963).
1951 року адміністрація Стенфордського університету назвала іменем Тимошенка Лабораторію інженерної механіки. У 1957 році Відділом прикладної механіки Американського товариства інженерів-механіків (ASME) «на честь Степана П. Тимошенка, всесвітньовідомого авторитета в галузі прикладної механіки, і пошанування його внеску як автора і вчителя» була заснована медаль Тимошенка (англ. Timoshenko Medal). Нею щорічно нагороджують науковців за визначні досягнення в галузі прикладної механіки. Першим її отримав у рік заснування Степан Тимошенко з таким обґрунтуванням: «За безцінний внесок і особистий приклад як лідера нової ери у прикладній механіці».
ASME — некомерційна членська організація. Товариство засноване 1880 року невеликою групою провідних промисловців, ASME зростало протягом десятиріч і налічує понад 120 000 членів більш ніж у 150 країнах світу. Серед лауреатів медалі Тимошенка є такі вчені: Теодор фон Карман (1958), Джеймс Лайтхілл (1973), Іоанніс Аргіріс (1981), Даніель Друкер (1983) та ін. 2017-го року лауреатом медалі Тимошенка став Віґґо Тверґаард (Viggo Tvergaard), науковець з Данії.
У своїй промові з приводу нагородження він сказав таке: «Вже під час мого навчання в аспірантурі я читав автобіографію Тимошенка «Як я пам'ятаю». Сильна рання кар'єра, обіймання посад, які стосувалися дослідження твердих матеріалів у Києві та Санкт-Петербурзі, перервана російською революцією та повільне будування другої сильної кар'єри в США. Надзвичайно захопливий приклад!»
Іменем Тимошенка названий Інститут механіки Національної Академії України. У Києві на будинку, де він мешкав (вул. Гоголівська, 23), встановлено меморіальну таблицю з його портретом, а на території Київської політехніки — пам'ятник. 1998 року в Україні випущено поштову марку, присвячену пам'яті Тимошенка. На вшанування пам'яті братів Володимира, Степана та Сергія Тимошенків у Конотопі та Львові названо вулиці.
23 грудня 2018 року на державному рівні в Україні відзначається пам'ятна дата — 140 років з дня народження Степана Тимошенка (1878–1972), вченого у галузі механіки.
Відомий волинський журналіст і письменник Іван Корсак присвятив братам Тимошенкам свій історичний роман «Борозна у чужому полі».

## Твори
- Тимошенко С. П. Воспоминания. — Париж: Издание Объединения С.-Петербургских Политехников, 1963. — 419 с. (рос.)
- Тимошенко С. П. Воспоминания. — Изд. 2–е. — Киев: Наукова думка, 1993. — 424 c. — ISBN 5-12-003734-8. (рос.)